# Räterepublik
Eine Räterepublik, eine Rätedemokratie oder ein Rätesystem ist ein politisches System, bei dem über ein Stufensystem sogenannte Räte gewählt werden. Zur Kontrolle von deren Macht gibt es in einer Rätedemokratie Ämterrotation, Willensbindung und vor allem die Möglichkeit der Abwahl (anstatt Gewaltenteilung wie in einer liberalen Demokratie). Das Rätesystem wird als Form der direkten Demokratie beschrieben.

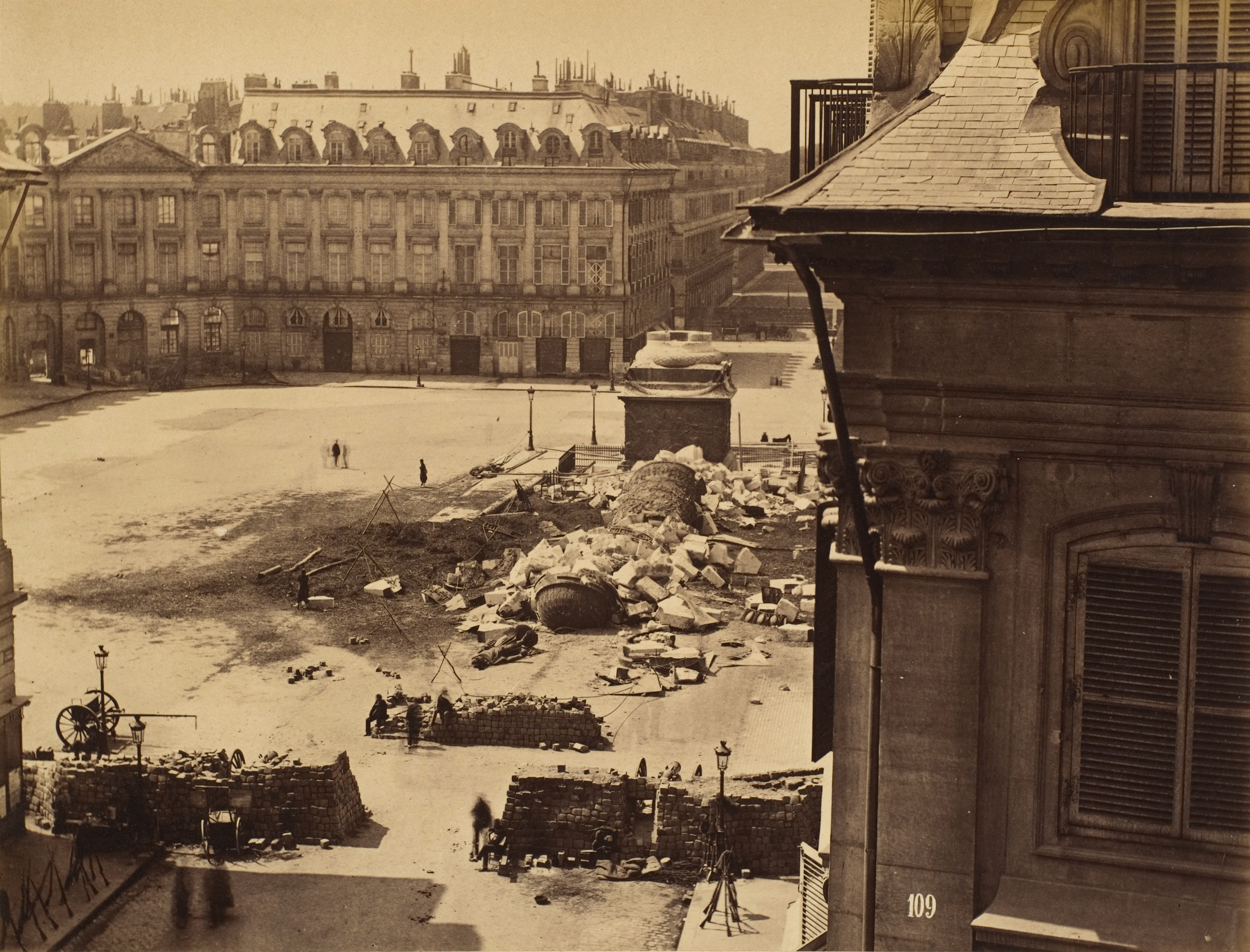
Barrikaden auf der Place Vendôme während der Pariser Kommune, 1871

Als Vordenker der Rätedemokratie gilt Pierre-Joseph Proudhon 1863. Die erste Umsetzung erfolgte durch die Pariser Kommune 1871. Diese wurde Vorbild für weitere zeitweise erfolgende Umsetzungen, die meisten unmittelbar nach dem Ersten Weltkrieg. Heute ist keiner der international anerkannten Staaten eine Rätedemokratie, lediglich der De-facto-Staat Rojava hat als Leitkonzept ein Rätesystem. Das Konzept der Rätedemokratie war ideengeschichtlich allerdings sehr einflussreich und führte unter anderem zur Entwicklung von Sozialismus und Anarchismus.

## Funktionsweise
In einer Räterepublik sind die Wähler in Basiseinheiten organisiert, beispielsweise die Bewohner eines Dorfes bzw. Wohnviertels, die Arbeiter eines Betriebes oder die Soldaten einer Kaserne. Sie entsenden direkt die Räte als öffentliche Funktionsträger. Diese Räte bilden Gesetzgeber, Regierung und Gerichte in einem; im Unterschied zu anderen Demokratiemodellen gibt es somit keine Gewaltenteilung. Die Räte werden auf mehreren Ebenen gewählt: Die örtlich gewählten Räte wählen Mitglieder in die nächsthöhere Ebene, die Bezirksräte. Das System der Delegierung setzt sich bis zum Zentralrat auf staatlicher Ebene fort, die Wahlvorgänge geschehen somit von unten nach oben. Die Räte sind direkt für ihre Wähler verantwortlich und an deren Weisungen gebunden. Ein solches imperatives Mandat steht im Gegensatz zum freien Mandat in repräsentativen Demokratien, bei dem die gewählten Politiker nur „ihrem Gewissen“ verantwortlich sind. Räte können stattdessen von ihrem Posten jederzeit abberufen oder abgewählt werden (Recall). Um Machtkonzentrationen zu verhindern und eine möglichst breite politische Partizipation zu gewährleisten, gilt das Rotationsprinzip: Eine Wiederwahl ist nicht möglich. Das Rätesystem gilt als eine Form der direkten Demokratie.

## Vorgeschichte
Oskar Anweiler, der sich mit der Geschichte der russischen Revolution und der Räte beschäftigte, bezeichnet Pierre-Joseph Proudhon als den geistigen und theoretischen Vordenker des Rätesystems, weil dieser 1863 erklärt hatte, dass die richtige Regierungsform in der Bildung möglichst vieler kleiner Gruppen mit weitgehender Selbstverwaltung besteht. Zwar wurden gemäß Hannah Arendt bereits 1789 in der Französischen Revolution und auch in den folgenden Revolutionen in England bzw. Frankreich immer wieder Räte gebildet, jedoch nicht mit der machtpolitischen Bedeutung eines grundsätzlich auf Räte gestützten Staatssystems.  Als erste solche Rätedemokratie gilt die Pariser Kommune vom 18. März bis 28. Mai 1871, die zum Vorbild für weitere Rätedemokratien wurde.

## Umsetzungen

### Russland

#### Erstes Rätesystem (ab 1905)
Nach dem militärisch beendeten Versuch der Pariser Kommune 1871 wurde nach ihrem Muster in Russland ein Rätesystem während der russischen Revolution ab 1905 errichtet. Wie damals in Paris waren auch in den russischen Räten alle gewählten Mitglieder jederzeit rechenschaftspflichtig und abwählbar, außerdem durften sie nur einen durchschnittlichen Lohn verdienen und hatten keine Privilegien. Damals bildeten sich spontane Selbstverwaltungsorgane (Räte, russisch Sowjety), die von den Bolschewiki unterstützt wurden. Der erste Rat war der „Petersburger Sowjet der Arbeiterdeputierten“. 200.000 Arbeiter aus 150 Firmen hatten ihre Deputierten in diesen Rat seit Oktober 1905 entsandt. Vorher wurde von jeweils 500 Arbeitern je einer dieser Vertreter gewählt. In die Räte wie den Petersburger wurden aber auch Gewerkschafter entsandt, mit dem gleichen Verhältnis von 500 Gewerkschaftern und einem Vertreter. Auch in Moskau, von wo die Streikbewegung ausging, wurde ein Rat gewählt. Die Versammlung der Arbeiterdeputierten verschiedener Verbände, z. B. der Buchdrucker, Mechaniker, Tischler, der Arbeiter der Tabakindustrie fasste den Beschluss, einen Sowjet der Moskauer Arbeiter zu begründen.
Am 3.jul. / 16.greg. Dezember 1905 erfolgte die kollektive Verhaftung des Petersburger Rates. Wenn auch zähneknirschend, ergaben sich die Räte friedlich der Polizei. Der Sowjet war damit faktisch Geschichte.

#### Zweites Rätesystem (ab 1917)
Im Zuge der Februarrevolution 1917 wurde nach gleichem Vorbild wieder ein demokratisches Rätesystem eingerichtet, diesmal jedoch landesweit und auch als ein Teil der Exekutive. Den anderen Teil hatte die nach dem Umsturz und der Abdankung der Romanows eingerichtete Provisorische Regierung inne. Damit begann die Zeit der Doppelherrschaft, zwischen Räten und Parlament. Nach der Oktoberrevolution 1917, dem Machtantritt der Bolschewiki, setzte sich das Rätesystem durch und wurde verwässert und als Herrschaftssystem der Partei gefestigt. Neben der russischen wurden in Belarus, der Ukraine und in Transkaukasien weitere Räterepubliken gegründet, die zum Grundgerüst der späteren Sowjetunion wurden. Mit ihrer Gründung am 30. Dezember 1922 entstand diese erste Räte-Union (Union der sozialistischen Sowjetrepubliken) als Staatenverbund der Räterepubliken.
1921 entzündete sich der Kronstädter Matrosenaufstand, der von Anarchisten beeinflusst und unterstützt wurde, an der Forderung nach unabhängigen Räten. Diese Forderung stand der Absicht der Bolschewiki, das junge Sowjetrussland zu stabilisieren und die Macht ihrer Partei zu sichern, entgegen. Leo Trotzki, der sich politisch gegen linke Sozialrevolutionäre und Anarchisten stellte, warf den Aufständischen konterrevolutionäre Absichten vor und ließ den Aufstand blutig niederschlagen. Nach Lenins Tod 1924 und der Machtübernahme Stalins nahm die Bedeutung der Räte weiter ab.
Unter Josef Stalin wurde der Demokratische Zentralismus in einen „bürokratischen Absolutismus“ umgewandelt, um die Linke Opposition (unter Trotzki) und später die von Stalin als Rechte Opposition bezeichnete Strömung unter Bucharin aus der Partei drängen zu können. Stalin stärkte außerdem die Macht seines Amtes (Generalsekretär der KPdSU) und festigte sie mit der Schaffung eines Personenkults um ihn. Eine kritische Bezeichnung für diese Politik ist „proletarischer Bonapartismus“. Außenpolitisch wurde die Idee der Weltrevolution zugunsten der Doktrin des „Sozialismus in einem Land“ aufgegeben.
Zwischen 1936 und 1938 endete das Rätesystem der Sowjetunion, eingeleitet durch eine Verfassungsänderung, mittels der sogenannten „Stalin-Verfassung“. Die entscheidende Änderung ist die Einführung des Sowjets der Deputierten der Werktätigen. Der Name Sowjet wurde zwar von der Allunions- bis hin zur Dorfsowjet-Ebene beibehalten, doch das bisherige Prinzip der Unabhängigkeit von Partei(en) und Gewerkschaft wurde abgeschafft. Der Rätekongress (Sowjetkongress) wurde zum Obersten Sowjet, das (allsowjetische) Zentralexekutivkomitee der UdSSR, welches bisher das oberste Machtorgan der Sowjetunion war, wurde 1938 in ein beigeordnetes Komitee umgewandelt. Es hatte damit veränderte und reduzierte Machtbefugnisse. Eine echte Rätedemokratie war durch diese Veränderungen nicht mehr möglich. Aber auch nach dem Ende der UdSSR wurde in den neuen Nachfolgestaaten keine Rätedemokratie wieder eingeführt.

### Deutschland (ab 1918)
Zur Vorgeschichte siehe auch Revolutionäre Obleute.
In der Umbruchzeit nach dem Ende des Ersten Weltkriegs bildeten sich nach dem Vorbild Sowjetrusslands auch in Österreich, Ungarn, Deutschland und andernorts spontan Arbeiter- und Soldatenräte, zuerst am 4. November 1918 in Kiel (→ Kieler Matrosenaufstand, Novemberrevolution). Bereits im Dezember 1918 beschlossen die Räte aus ganz Deutschland im Reichsrätekongress, Wahlen zu einer verfassunggebenden deutschen Nationalversammlung abzuhalten und entschieden sich somit mehrheitlich für eine parlamentarische Demokratie und gegen ein Rätesystem.

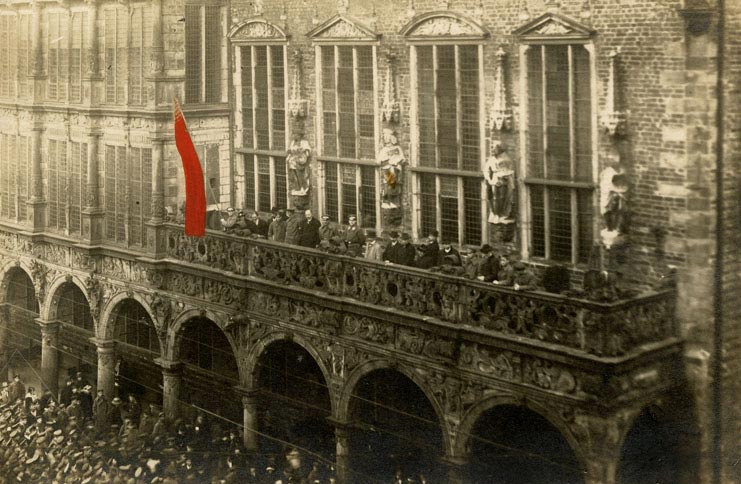
Verkündung der Machtübernahme durch den Arbeiter- und Soldatenrat in Bremen am 15. November 1918

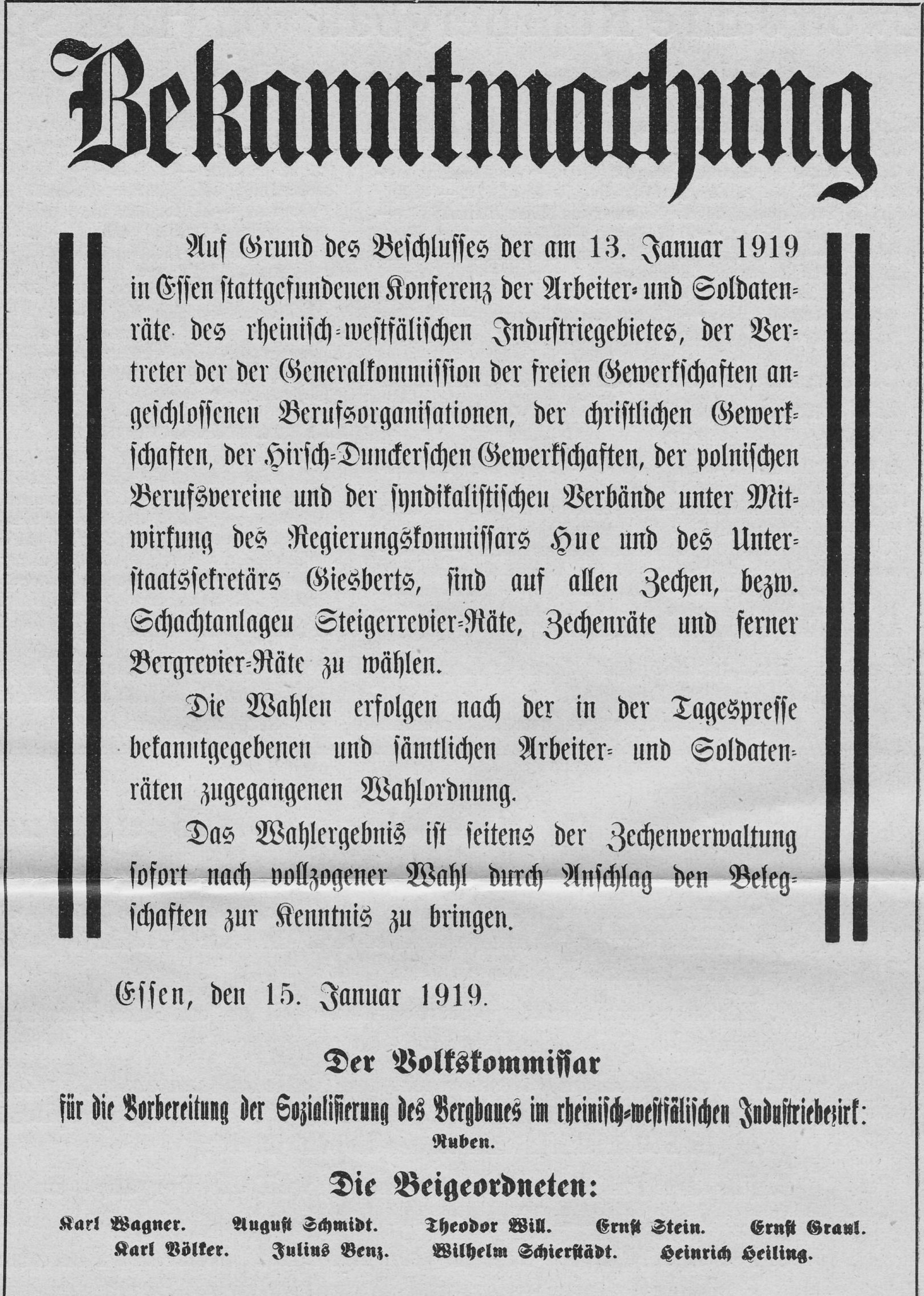
Essen – Aufruf zur Wahl der Zechenräte 15. Januar 1919

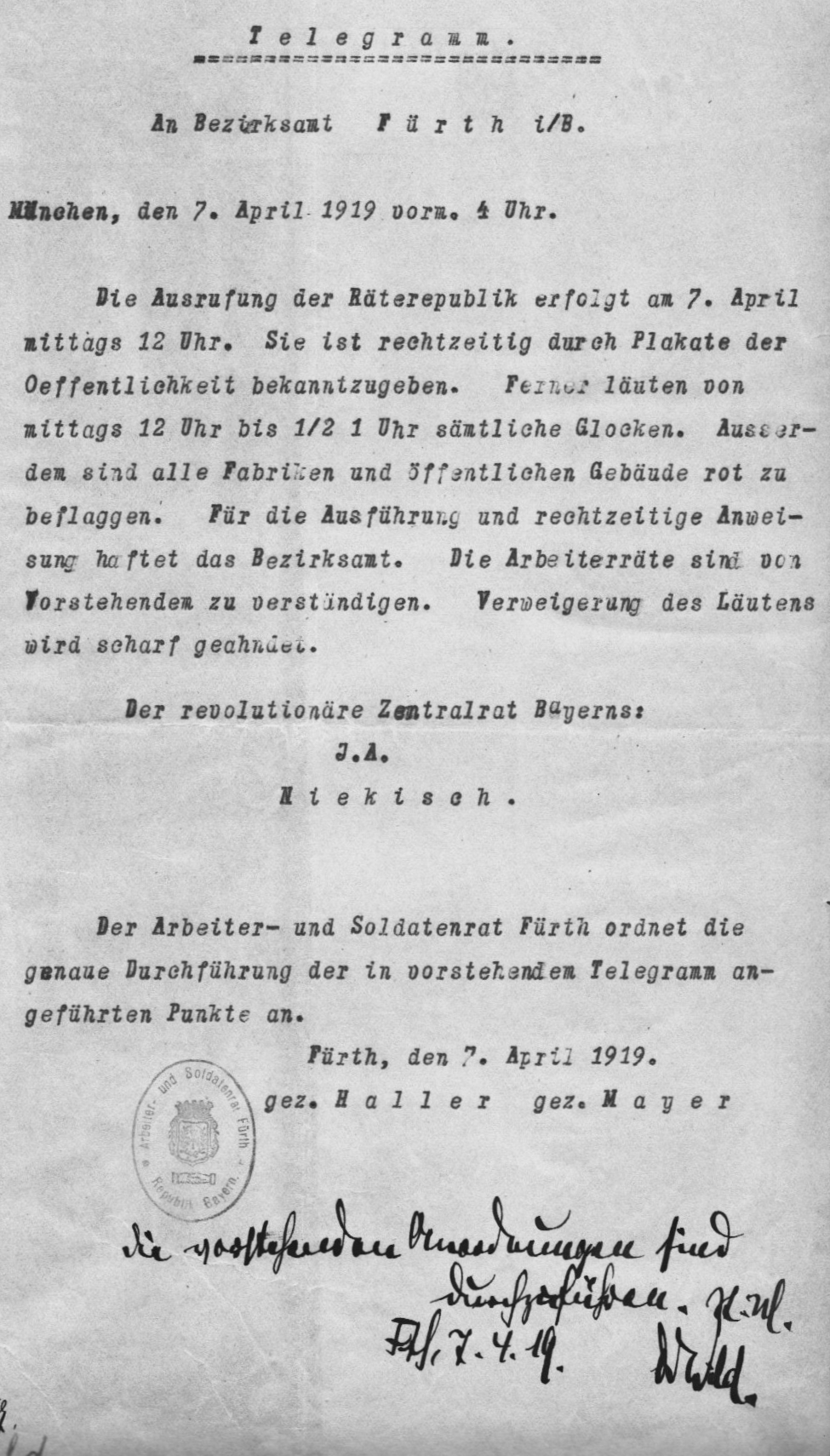
Telegramm des revolutionären Zentralrates Bayern an das Bezirksamt Fürth, gezeichnet von Ernst Niekisch: „Die Ausrufung der Räterepublik erfolgt am 7. April mittags 12 Uhr…“. Der Arbeiter- und Soldatenrat Fürth sowie der seit 1914 amtierende Bürgermeister bestätigten die Anordnungen.

Nach dem Spartakusaufstand im Januar 1919 stieg deren Zahl in Deutschland jedoch weiter an – nun gab es Arbeiter- und Soldatenräte auch in Berlin, München, Hamburg, Bremen und dem Ruhrgebiet. Mit der Idee der Räterepublik verbunden war das Ziel der Sozialisierung der Schlüsselindustrien (Kohle, Eisen und Stahl, Banken) im Sinne von Marx und teilweise nach dem sowjetrussischen Modell. Im Frühjahr 1919 wurden nach dem Vorbild von Sowjetrussland in Bremen, Mannheim, Braunschweig, und wenige Wochen nach dem tödlichen Attentat auf Kurt Eisner 1919 in Bayern (München, Augsburg, Fürth, Rosenheim, Würzburg u. a.) offiziell Räterepubliken proklamiert. Vorangegangen war eine heftige Streikwelle vom Februar bis April 1919 in ganz Deutschland, die die Nationalversammlung mit rätedemokratischen Forderungen konfrontierte. Besonders im Ruhrgebiet, in Mitteldeutschland um Halle und Merseburg, in Oberschlesien sowie in Berlin fanden diese Aktionen breite Unterstützung in der Bevölkerung. Allein in der Hauptstadt traten rund eine Million Beschäftigte in den Ausstand und forderten eine Anerkennung der Räte in der neuen Verfassung sowie weitere Maßnahmen wie eine Sozialisierung der Wirtschaft und eine demokratische Militärreform. Führende Verfechter des Rätegedankens in Deutschland waren Ernst Däumig und Richard Müller, die mit ihrer Theorie des „reinen Rätesystems“ einen erheblichen Einfluss auf die Bewegung hatten.
Der Rätegedanke und die Arbeiterräte würden des Öfteren als „spezifisch russische Erscheinung“ bezeichnet. Dies beruhe auf einer Verkennung der objektiven Ursachen dieses neuen Gedankens. Der Rätegedanke sei eine Ausdrucksform des proletarischen Klassenkampfes, der proletarischen Revolution, die sich im entscheidenden Stadium befinde. Man könne allerdings aus der Revolutionsgeschichte früherer Jahrhunderte ähnliche Erscheinungsformen nachweisen.
Die deutsche Wirtschaft bekämpfte diese Bewegung mit nationalistischer Propaganda und Geldspenden. Bei einer Versammlung der höchsten Spitzen der deutschen Unternehmerschaft und ihren Verbänden am 10. Januar 1919 im Berliner Flugverbandshaus Blumeshof wurde der Antibolschewistenfonds gegründet. Zu dessen Unterstützern, die je fünf Millionen Reichsmark beisteuerten, gehörte auch Hugo Stinnes. Mit den Geldern wurden antikommunistische Propaganda und die Freikorps finanziert, Privatarmeen, die an den Grenzen und zur Bekämpfung kommunistischer Aufstände eingesetzt wurden.
Die USPD gab Anfang Januar 1919 die Parole aus: Kein Blutvergießen! Einigung der Arbeiterschaft! Der bayerische Ministerpräsident Kurt Eisner und auch andere Länderregierungen wie Sachsen und Braunschweig forderten die Einstellungen der Kämpfe seitens der mehrheitssozialistischen Ebert-Regierung und Verhandlungen mit den Linkskräften zwecks Bildung einer gemeinsamen Regierung aller marxistischen Parteien. Dies war das genaue Gegenteil dessen, was Stadtler und die Wirtschaftsvertreter vom Oberbefehlshaber des Militärs, Gustav Noske forderten.
Stadtler besuchte nach eigenen Angaben Gustav Noske am 9. Januar. Er behauptete später, er habe „Noskes Zaudern“ gebrochen. Am 10. Januar 1919 gab Noske den Befehl zum Einmarsch in Berlin. Der militärische Erfolg in Berlin brachte aber nicht die gewünschte Ruhe in Deutschland. Auch in Bremen wurde am 10. Januar die Räterepublik ausgerufen. Im Ruhrgebiet gab es Streik und der Arbeiter- und Soldatenrat Essen setzte eine Kontrollkommission über das Kohlensyndikat und den Bergbauverein ein. Aus Mangel an Politikern von Format auf Seiten der mehrheitssozialistischen Regierung und zunehmender Popularität Rosa Luxemburgs und der Spartakisten schien ihm eine rein militärische Lösung nicht für ganz Deutschland geeignet, und er überzeugte deshalb am 12. Januar 1919 im Eden-Hotel den Stabschef der Garde-Kavallerie-Schützen-Division Waldemar Pabst von „der Notwendigkeit“, diese zu ermorden. Laut Pabst gab es für den politischen Mord auch das Einverständnis von Gustav Noske und Friedrich Ebert (beide SPD). Pabst fand auch großzügige finanzielle Unterstützung von zwei Großindustriellen.
Am 15. Januar wurden Rosa Luxemburg und Karl Liebknecht von Leuten des Stabschefs der Garde-Kavallerie-Schützen-Division Waldemar Pabst ermordet.
Neben den genannten Beispielen einer Bekämpfung der Räte durch industrienahe Kräfte gab es jedoch auch Versuche, sich konstruktiv an den Rätestrukturen zu beteiligen, um die Revolution auf einen „moderateren“ Kurs zu führen. Das beste Beispiel ist wohl die liberal orientierte Fraktion der Demokraten in den Berliner Rätestrukturen 1918/19, in der sich hauptsächlich Angestellte und Lehrer, darunter auch Lehrerinnen als erste weibliche Rätedelegierte beteiligten.
Die Beteiligung an Rätestrukturen ging jedoch noch weiter. Sogar Adolf Hitler war im April 1919 Vertrauensmann seiner Kompanie in München und wurde am 15. April zum Ersatzmann im „Bataillons Rat“ der dortigen Soldatenräte der – seit 13. April kommunistischen – Münchner Räterepublik gewählt. Die Münchner Garnison stand seit November 1918 fest hinter der Revolution und dem radikalen Wandel zur Räterepublik. Hitler teilte in jenen Monaten offensichtlich die Ansichten der sozialistischen Regierung in einem gewissen Maße, auf jeden Fall äußerte er keine abweichende Meinung, andernfalls wäre er nicht als Vertrauensmann der Soldaten gewählt worden. Vermutlich trug er sogar die rote Armbinde der Revolution, wie alle Soldaten der Münchner Garnison, weswegen Hitler später über diese Zeit wenig verlauten ließ. Als Erklärungen sind opportunistische Erwägungen (Hinauszögerung der Demobilisierung) und/oder das seinerzeitige allgemeine „ideologische Durcheinander in den Köpfen“ denkbar. Unter den engeren Kameraden war Hitler spätestens seit Mitte April 1919 als Konterrevolutionär bekannt, wofür auch die Denunziation zweier Kollegen aus dem „Bataillons Rat“ bei einem Tribunal wenige Tage nach Niederschlagung der Räterepublik spricht.
Im März 1919 beschloss die Reichsregierung, gegen die Räte in ganz Deutschland vorzugehen: Die Reichswehr und Freikorps-Soldaten (sogenannte „Weiße Truppen“) erhielten den Auftrag, gegen die sozialistischen und kommunistischen Rätemilizen, die „Roten Truppen“, vorzugehen, und lösten diese Räterepubliken gewaltsam auf. Am 11. August 1919 trat die Weimarer Verfassung in Kraft, die die Weimarer Republik konstituierte. Von den Räten blieb in Deutschland nur das bis heute existierende Rudiment der Betriebsräte, die zwar erhebliche Mitbestimmungsrechte im Unternehmen ausüben, jedoch keine Kontroll- oder Verfügungsgewalt über die Produktion besitzen.
Ralf Hoffrogge schreibt in seinem Artikel Das Ende einer Revolution: Novemberrevolution 1918 und Märzstreiks 1919, eine Errungenschaft der Märzstreiks sei der Räteparagraph § 165 in der Weimarer Verfassung. Er sei jedoch weit von der Idee des „Reinen Rätesystems“ entfernt gewesen und habe eine Kooperation von Unternehmern und Arbeitern vorgesehen, „Korporatismus statt Sozialismus“. Seine Ausgestaltung im Betriebsrätegesetz vom Februar 1920 habe die Rechte der Räte noch einmal enger gefasst, übrig geblieben seien Belegschaftsvertretungen ohne reale Kontrollrechte. Die Niederlage der Märzstreiks sei also entscheidend für den Kampf um die Verfassung der Republik gewesen. Im Gegensatz zum Januaraufstand und den späteren lokalen Räterepubliken habe sich hier eine breite Bewegung aus der Mitte der arbeitenden Bevölkerung zusammengefunden, um das Ruder der Revolution noch einmal herumzureißen – und sei gescheitert.

### Ungarn
In Ungarn wurde unter maßgeblichem Einfluss von Béla Kun im März 1919 die Ungarische Räterepublik proklamiert, die aber nur bis August 1919 Bestand hatte. Die Räte tauchten auch im Ungarischen Aufstand von 1956 wieder auf.

### Andere
Weitere Räterepubliken gab es im Sommer 1919 mit der Slowakischen Räterepublik um die Stadt Košice und 1920/21 für 16 Monate mit der Iranischen Sowjetrepublik in der Provinz Gilan.
Obwohl dann nicht mehr so genannt, hatten mehrere ehemaligen Ostblockstaaten 1989 durch ihre „Runden Tische“ zeitweise räterepublikanische Züge, auch die DDR.

### Heutige Verbreitung
Heute ist keiner der international anerkannten Staaten eine Rätedemokratie, lediglich der De-facto-Staat in Rojava hat als Leitkonzept ein Rätesystem (Demokratischer Konföderalismus).

## Weiterentwicklung

### Politik
Der Rätegedanke wurde in der Arbeiterbewegung unterschiedlich weiterentwickelt: von Michail Bakunin zum Anarchismus, von Karl Marx zum Marxismus (Sozialismus/Kommunismus) und von Lenin zum Leninismus. Im Marxismus-Leninismus spielte das Rätesystem eine herausgehobene Rolle. Man nahm an, dass nach einer Revolution das Proletariat die Macht im Staat ergreifen würde. Diese Diktatur des Proletariats würde in Form einer Räterepublik ausgeübt werden, wie Friedrich Engels 1891 schrieb. Als seltenere Extremform entwickelte sich daraus der Rätekommunismus.
Eine moderne rätedemokratische Gesellschaftskonzeption ist der Libertäre Kommunalismus.

### Wirtschaft
Bzgl. der Organisation von Betrieben basieren die Ideologien Syndikalismus/Anarchosyndikalismus und Parecon auf dem Rätegedanken.
Das Modell einer partizipativen Wirtschaft („Parecon“) folgt dem Rätegedanken in vielen Punkten. Michael Albert, einer der beiden Schöpfer der Vision einer partizipativen Wirtschaft, benennt als Merkmale solcher „pareconistischer“ Institutionen folgende Punkte: Selbstverwaltung in Räten der Arbeiter und Verbraucher, ausgeglichene und qualifizierte Tätigkeitsfelder, Entlohnung gemäß Einsatz und Entbehrungen und partizipatorische Planung. Durch die Etablierung dieser Kriterien soll eine nachkapitalistische Wirtschaftsordnung geschaffen werden. In den Beratungen der Räte sollen entsprechend auch über die Produktion und Verbrauch gesprochen werden, und, obwohl Albert den Markt als Modell für Verteilung ablehnt, beraten die Arbeiter und Konsumenten aufgrund der „besten Informationen die sich ermitteln lassen, und stellen in diesem Prozess Bewertungen der vollen sozialen Vorteile und Kosten der verschiedenen Möglichkeiten für alle zur Verfügung.“

## Vertreter

### Hannah Arendt
Die politische Theoretikerin Hannah Arendt sprach sich in mehreren Schriften, insbesondere in ihrem 1963 erschienenen Werk: On Revolution (deutsch: Über die Revolution), für eine (föderative) Räterepublik aus und zwar in dem Sinne, dass der „Geist der Amerikanischen Revolution“ aufgegriffen und dem Volk eine direkte Beteiligung an politischen Institutionen ermöglicht werden solle. Sie bezog sich hier auf Gedanken, die Thomas Jefferson in Briefen erläuterte. Er sprach sich für ein ward-system („Bezirkssystem“ oder „elementare Republiken“) aus. Diese sollten jeweils 100 Bürger umfassen.
»Die Elementarrepubliken der Räte, die Kreisrepubliken, die Länderrepubliken und die Republik der Union sollten sich in einer Stufenfolge von Machtbefugnissen gliedern, deren jede, im Gesetz verankert, die ihr zufallenden Vollmachten besitzt und die alle zusammen in ein System von wirklich ausgewogenen Hemmungen und Kontrollen für die Regierung integriert sind.«
Arendt bezeichnete eine solche Staatsform – entgegen der Neigung, sie kommunistisch oder sozialistisch zu nennen – als aristokratisch, da sich aus dem Volk eine selbst-selegierte, an der Welt wirklich interessierte Elite herausbilden würde. Allerdings bezweifelte Arendt selbst, dass ihr Konzept des Rätestaats eine Chance auf Verwirklichung habe.

### Weitere
Für eine Rätedemokratie sprach sich der politische Philosoph Takis Fotopoulos mit seiner „Inclusive Democracy – Umfassende Demokratie“ aus.